# Mulgi

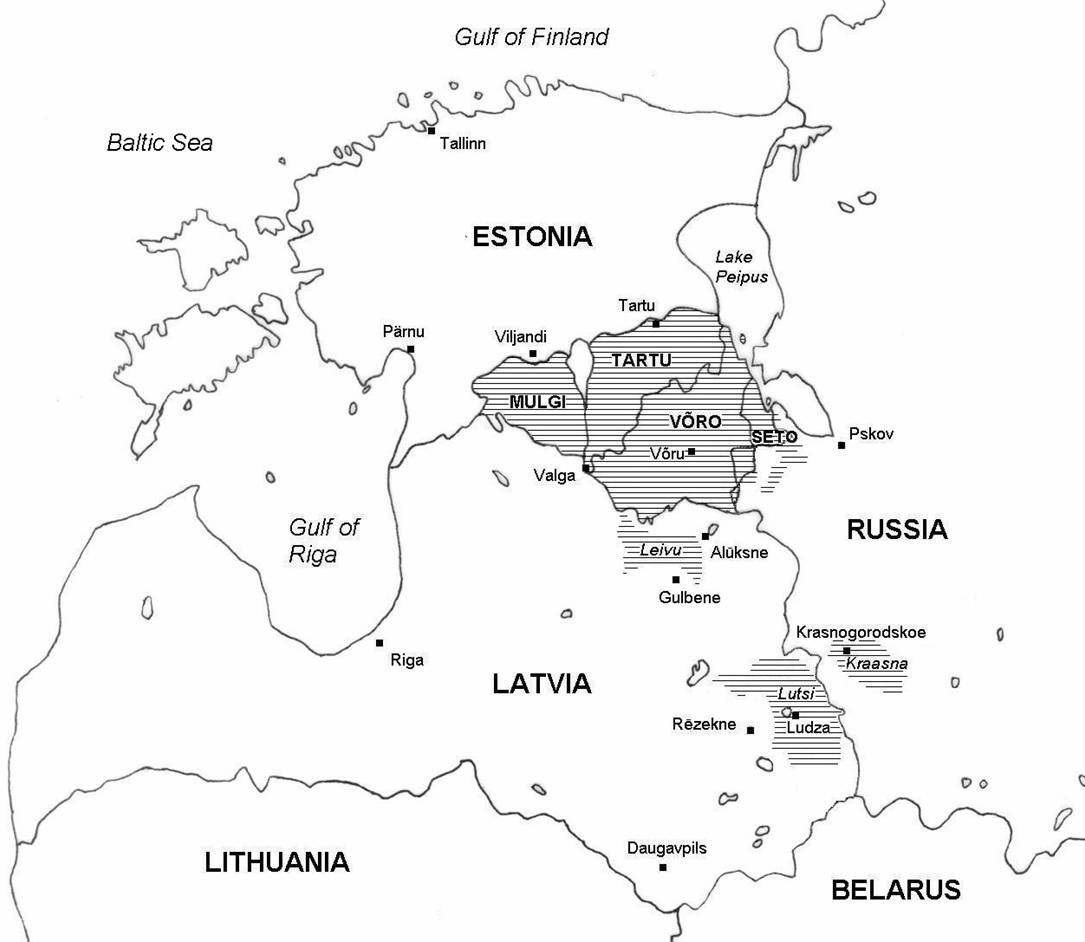
Zones linguistiques du sud de l'Estonie

Le mulgi (en estonien : mulgi keel; en français : on peut dire mulk) est une langue sud-estonienne parlée en Estonie.
Le recensement de 2011 relève 8 698 locuteurs.

## Actualité
Un Institut culturel mulgi (Mulgi Kultuuri Instituut) fonctionne de 1934 à 1940, et depuis 1989. Il anime, publie et diffuse des productions en mulgi (contes, comptines, chants).
Un journal en mulgi paraît de manière irrégulière.
Deux écrivains mulgi significatifs sont : August Kitzberg (de) (1855-1927) et Nikolai Baturin (de) (1936-2019).